# Liste des lieux historiques nationaux du Canada en Nouvelle-Écosse
Voici la liste des lieux historiques nationaux du Canada (anglais : National Historic Sites of Canada) situé en Nouvelle-Écosse. En mars 2011, on compte 88 lieux historiques nationaux en Nouvelle-Écosse, dont 26 sont administrés par Parcs Canada.
Les noms des sites correspondent à ceux donnés par la commission des lieux et monuments historiques du Canada, qui peuvent être différents de ceux donnés par le milieu local.

## Lieux historiques nationaux
| Lieu                                                      | Désignation | Municipalité                                     | Description | Photo       |
| --------------------------------------------------------- | ----------- | ------------------------------------------------ | --- | ----------- |
| Acacia Grove / maison-Prescott                            | 1969        | Comté de Kings 45° 06′ 38″ N, 64° 22′ 44″ O      | Maison de l'horticulteur C. R. Prescott, exemple du classicisme britannique (palladien) |             |
| Académie de Lunenburg                                     | 1983        | Lunenburg 44° 22′ 48″ N, 64° 18′ 50″ O           | Une des rares académies néo-écossaises du XIXe siècle qui existent encore; style Second Empire, (1849) · Patrimoine mondial (1995, Le Vieux Lunenburg)                                                            |             |
| Académie de Pictou                                        | 1937        | Pictou 45° 40′ 36″ N, 62° 42′ 54″ O              | Emplacement de la première académie de Pictou, 1818-1932 |             |
| Africville                                                | 1996        | Halifax 44° 40′ 28″ N, 63° 37′ 07″ O             | Une communauté représentative de l'établissement des Noirs en Nouvelle-Écosse; un symbole durable pour les Noirs canadiens                                                                                        |             |
| Alexander-Graham-Bell                                     | 1952        | Comté de Victoria 46° 06′ 10″ N, 60° 44′ 45″ O   | Évocation du célèbre inventeur |             |
| Ancien Cimetière                                          | 1991        | Halifax 44° 38′ 36″ N, 63° 34′ 21″ O             | Concentration unique de stèles funéraires; depuis 1749 |             |
| Ancien magasin de chaussures anglaises Coombs             | 1981        | Halifax 44° 38′ 59″ N, 63° 34′ 29″ O             | Exemple rare et ancien de façade en fonte (1860) |             |
| Arrondissement historique d'Annapolis Royal               | 1994        | Annapolis Royal 44° 44′ 30″ N, 65° 30′ 51″ O     | Capitale coloniale stratégique et lotissement urbain évolué |             |
| Arrondissement historique du Vieux Lunenburg              | 1991        | Lunenburg 44° 22′ 40″ N, 64° 18′ 35″ O           | Ensemble architectural homogène construit sur le modèle britannique du plan de ville colonial · Patrimoine mondial (1995, Le Vieux Lunenburg)                                                                     |             |
| Arrondissement rural historique de Grand-Pré              | 1995        | Comté de Kings 45° 06′ 40″ N, 64° 18′ 11″ O      | Secteur de peuplement acadien et anglais où subsistent des traces d'utilisation des terres |             |
| Auberge Sinclair / hôtel Farmer's                         | 1983        | Annapolis Royal 44° 44′ 41″ N, 65° 31′ 10″ O     | Auberge érigée vers 1781; techniques de construction anciennes |             |
| Basilique St. Mary                                        | 1997        | Halifax 44° 38′ 39″ N, 63° 34′ 23″ O             | Rôle central dans l'histoire religieuse de la Nouvelle-Écosse (1820-1829) |             |
| Batterie royale                                           | 1952        | Cap-Breton 45° 54′ 33″ N, 59° 58′ 47″ O          | Rôle dans les sièges de Louisbourg en 1745 et en 1758 |             |
| Beaubassin                                                | 2005        | Comté de Cumberland 45° 50′ 51″ N, 64° 15′ 43″ O | Important établissement acadien; point central de la lutte géopolitique qui opposa les français et britannique aux XVIIe et XVIIIe siècles en Amérique du Nord                                                    |             |
| Bloody Creek                                              | 1930        | Comté d'Annapolis 44° 49′ 20″ N, 65° 18′ 33″ O   | Lieu où Français et Anglais se sont livré bataille deux fois, d'abord en 1711, puis en 1757 |             |
| Bureau de poste de Truro                                  | 1983        | Truro 45° 21′ 55″ N, 63° 16′ 50″ O               | Édifice ancien, symbole de la présence fédérale |             |
| Canal de St. Peters                                       | 1929        | Comté de Richmond 45° 39′ 20″ N, 60° 52′ 15″ O   | Canal ouvert à la navigation; constructions datant du XIXe siècle |             |
| Chantier naval royal de Halifax                           | 1923        | Halifax 44° 39′ 31″ N, 63° 35′ 01″ O             | Le plus ancien chantier naval encore en usage en Amérique du Nord, 1758 |             |
| Citadelle d'Halifax                                       | 1935        | Halifax 44° 38′ 50″ N, 63° 34′ 50″ O             | Fort britannique en maçonnerie construit entre 1828-56; ouvrage restauré |             |
| Débarquement de Wolfe                                     | 1929        | Cap-Breton 45° 52′ 45″ N, 60° 03′ 18″ O          | Débarquement réussi qui a entraîné la prise de Louisbourg, 1758 |             |
| Défenses côtières de la Seconde Guerre Mondiale de Sydney | 1993        | Cap-Breton 46° 14′ 39″ N, 60° 12′ 41″ O          | Port de rassemblement de convois à l'abri du danger, Seconde Guerre mondiale; le rempart de l'Atlantique |             |
| Défenses côtières de la Seconde Guerre mondiale d'Halifax | 1993        | Halifax 44° 35′ 45″ N, 63° 33′ 04″ O             | Port de rassemblement de convois à l'abri du danger, Seconde Guerre mondiale; le rempart de l'Atlantique |             |
| District Hydrostone                                       | 1993        | Halifax 44° 39′ 48″ N, 63° 36′ 05″ O             | Logements sociaux des années 1920 dans le style des banlieues-jardins à l'anglaise |             |
| Édifice de l'Amirauté                                     | 1978        | Halifax 44° 39′ 34″ N, 63° 35′ 34″ O             | Résidence de la Marine; édifice exceptionnel du style palladien construit en 1819 |             |
| Édifices des quais d'Halifax                              | 1963        | Halifax 44° 39′ 01″ N, 63° 34′ 23″ O             | Édifices commerciaux typiques de l'aménagement urbain de Halifax au XIXe siècle |             |
| Église «Little Dutch»                                     | 1996        | Halifax 44° 39′ 21″ N, 63° 35′ 08″ O             | La plus vieille église connue et encore debout au Canada associée à la communauté germano-canadienne (1756-60) |             |
| Église anglicane St. George / église ronde (en)           | 1983        | Halifax 44° 39′ 12″ N, 63° 34′ 59″ O             | Église ronde du style palladien; architecture unique (1800-12) |             |
| Église anglicane St. John                                 | 1994        | Lunenburg 44° 22′ 41″ N, 64° 18′ 41″ O           | Église d'importance historique de style néo-gothique selon la tradition Carpenter (1754-63) · Patrimoine mondial (1995, Le Vieux Lunenburg)                                                                       |             |
| Église anglicane Saint-Paul                               | 1981        | Halifax 44° 38′ 51″ N, 63° 34′ 29″ O             | Église ancienne du style palladien fréquentée par la haute société de Halifax (1750) |             |
| Église anglicane Trinity                                  | 1990        | Digby 44° 37′ 13″ N, 65° 45′ 26″ O               | Adaptation régionale du style néo-gothique à une église en bois; construite en 1878 |             |
| Église des covenantaires                                  | 1976        | Comté de Kings 45° 06′ 00″ N, 64° 18′ 18″ O      | Temple presbytérien historique construit à une époque qui se situe entre 1804 et 1811 |             |
| Encampement d'Anville                                     | 1925        | Halifax 44° 40′ 29″ N, 63° 38′ 48″ O             | Campement en expédition française échouée pour récupérer l'Acadie, 1746 |             |
| Établissement-Melanson                                    | 1986        | Comté d'Annapolis 44° 42′ 41″ N, 65° 36′ 40″ O   | Collectivité agricole acadienne d'avant la déportation (1664-1755) |             |
| Exploitation houillère de Springhill                      | 1997        | Springhill 45° 38′ 41″ N, 64° 03′ 55″ O          | Terrains houillers qui ont été les plus importants au Canada |             |
| Fernwood                                                  | 1990        | Halifax 44° 37′ 37″ N, 63° 34′ 55″ O             | Villa néo-gothique construite vers 1860 |             |
| Fort Anne                                                 | 1920        | Annapolis Royal 44° 44′ 28″ N, 65° 31′ 07″ O     | Fortifications construites entre 1695 et 1708 ; a eu dans l'évolution des relations sociales, politiques et militaires entre Micmacs, Acadiens et Britanniques                                                    |             |
| Fort Charles                                              | 1951        | Annapolis Royal 44° 44′ 27″ N, 65° 31′ 12″ O     | Emplacement de l'établissement créé par le fils de sir William Alexander (1629-1631) (ancienne appelé fort Scots)                                                                                                 |             |
| Fort de l'Île Grassy                                      | 1962        | Canso 45° 20′ 14″ N, 60° 58′ 23″ O               | Centre de pêche britannique au XVIIIe siècle |             |
| Fort Edward                                               | 1920        | Windsor 44° 59′ 43″ N, 64° 07′ 58″ O             | A joué un rôle dans la lutte pour l'exercice de la suprématie en Amérique du Nord entre 1750 et 1812; le plus ancien blockhaus au Canada, 1750                                                                    |             |
| Fort Lawrence                                             | 1923        | Comté de Cumberland 45° 50′ 52″ N, 64° 15′ 42″ O | Fort anglais, 1750-1755 |             |
| Fort McNab                                                | 1965        | Halifax 44° 36′ 00″ N, 63° 31′ 00″ O             | Fort construit en 1889 pour défendre le port de Halifax |             |
| Fort Sainte-Marie-de-Grâce                                | 1924        | Lunenburg 44° 17′ 18″ N, 64° 21′ 05″ O           | Premier établissement français permanent en Acadie (1632) |             |
| Fort Saint-Louis                                          | 1931        | Barrington 43° 29′ 42″ N, 65° 28′ 13″ O          | Emplacement d'un fort français (1630 ) |             |
| Forteresse de Louisbourg                                  | 1920        | Cap-Breton 45° 53′ 33″ N, 59° 59′ 10″ O          | Forteresse française du XVIIIe siècle; reconstruction |             |
| Gare de l'Intercolonial à Pictou                          | 1976        | Pictou 45° 40′ 33″ N, 62° 42′ 21″ O              | Gare de l'Intercolonial; édifice éclectique construit en 1904 |             |
| Grand-Pré                                                 | 1982        | Comté de Kings 45° 06′ 34″ N, 64° 18′ 37″ O      | Rappel du peuplement de la région par les Acadiens et de leur déportation |             |
| Hôtel de ville d'Halifax                                  | 1984        | Halifax 44° 38′ 56″ N, 63° 34′ 31″ O             | Édifice civique construit en 1887 sur une grande esplanade; style Second Empire style |             |
| Hôtel de ville de Liverpool                               | 1984        | Queens 44° 02′ 20″ N, 64° 42′ 55″ O              | Édifice solennel, adaptation régionale d'un modèle national |             |
| Hôtel du Gouverneur                                       | 1982        | Halifax 44° 38′ 36″ N, 63° 34′ 17″ O             | Résidence du gouverneur; magnifique édifice ancien dans le style palladien |             |
| Île Chapel                                                | 2003        | Chapel Island 5 45° 43′ 00″ N, 60° 46′ 57″ O     | Important lieu de rassemblement, un centre de gouvernement et un lieu revêtant une importance spirituelle pour les Mi'kmaq                                                                                        |             |
| Île Georges                                               | 1965        | Halifax 44° 38′ 27″ N, 63° 33′ 35″ O             | Ouvrages de défense du port de Halifax; comprenant le fort Charlotte |             |
| Îles Canso                                                | 1925        | Canso 45° 20′ 40″ N, 60° 58′ 16″ O               | Emplacement d'un centre de pêche, du XVIe au XVIIIe siècle |             |
| îles Melville et Deadman                                  | 2014        | Halifax 44° 38′ 06″ N, 63° 36′ 50″ O             | | île Deadman |
| Îlot Granville                                            | 2007        | Halifax 44° 38′ 59″ N, 63° 34′ 28″ O             | Initiative précoce et déterminante qui a fourni la preuve que la conservation du patrimoine est une approche viable de la planification et de la rénovation urbaines                                              |             |
| Jardins publics d'Halifax                                 | 1983        | Halifax 44° 38′ 34″ N, 63° 34′ 56″ O             | Compte parmi les rares jardins victoriens à avoir subsisté jusqu'à nos jours au Canada |             |
| Kejimkujik                                                | 1994        | Queens 44° 22′ 46″ N, 65° 18′ 25″ O              | Important paysage culturel mi'kmaq |             |
| King's College                                            | 1923        | Windsor 44° 58′ 58″ N, 64° 08′ 09″ O             | Emplacement d'un collège anglican, 1789-1923 |             |
| Ladies' Seminary                                          | 1997        | Wolfville 45° 05′ 20″ N, 64° 21′ 57″ O           | Illustre la première phase de l'éducation supérieure des femmes; 1878 |             |
| Maison Akins                                              | 1965        | Halifax 44° 39′ 12″ N, 63° 34′ 55″ O             | Édifice ancien construit vers 1815; architecture vernaculaire |             |
| Maison Black-Binney                                       | 1965        | Halifax 44° 38′ 38″ N, 63° 34′ 17″ O             | Maison de ville du style palladien construite en 1819 |             |
| Maison Chapman                                            | 1968        | Comté de Cumberland 45° 52′ 29″ N, 64° 14′ 46″ O | Maison de ferme prospère de la fin du XVIIIe siècle, années 1770 |             |
| Maison Henry                                              | 1969        | Halifax 44° 38′ 25″ N, 63° 34′ 15″ O             | Maison de ville d'un type commun au XIXe siècle en pierre ferrugineuse (1834); maison de William Alexander Henry (en), père de la Confédération                                                                   |             |
| Maison Jonathan McCully                                   | 1975        | Halifax 44° 39′ 26″ N, 63° 35′ 16″ O             | Maison de ville à l'italienne, résidence de l'homme politique et père de la Confédération Jonathan McCully |             |
| Maison Knaut-Rhuland (en)                                 | 2002        | Lunenburg 44° 22′ 37″ N, 64° 18′ 35″ O           | Spécimen du classicisme britannique parmi les mieux préservés en raison de la précision et de l'harmonie des lignes architecturales et de la richesse des détails · Patrimoine mondial (1995, Le Vieux Lunenburg) |             |
| Marconi                                                   | 1939        | Cap-Breton 46° 12′ 42″ N, 59° 57′ 08″ O          | Emplacement du premier message radio officiel a été transmis de ce lieu jusqu'en Angleterre |             |
| NCSM Sackville                                            | 1988        | Halifax 44° 38′ 51″ N, 63° 34′ 09″ O             | Seule corvette de classe Fleur à exister encore; bataille de l'Atlantique, la Seconde Guerre mondiale |             |
| Palais de justice d'Halifax                               | 1969        | Halifax 44° 38′ 37″ N, 63° 34′ 25″ O             | Palais de justice construit en 1858 dans le style à l'italienne |             |
| Palais de justice du comté d'Annapolis                    | 1991        | Annapolis Royal 44° 44′ 31″ N, 65° 30′ 58″ O     | Archétype du palais de justice colonial de style palladien (1837) |             |
| Palais de justice du comté d'Antigonish                   | 1981        | Antigonish 45° 37′ 24″ N, 61° 59′ 16″ O          | Édifice typique des palais de justice construits dans les Maritimes au milieu du XIXe siècle (1855) |             |
| Palais de justice et prison du canton d'Argyle            | 2005        | Argyle 43° 51′ 18″ N, 65° 58′ 28″ O              | Palais de justice-prison le plus ancien parmi ceux qui existent encore et dont on connaît l'existence |             |
| Pétroglyphes de Bedford                                   | 1994        | Halifax 44° 43′ 47″ N, 63° 40′ 05″ O             | Site de pétroglyphes d'importance spirituelle |             |
| Port-Royal                                                | 1923        | Comté d'Annapolis 44° 42′ 45″ N, 65° 36′ 38″ O   | Établissement français datant de 1605; édifices reconstruits |             |
| Province House                                            | 1993        | Halifax 44° 38′ 52″ N, 63° 34′ 24″ O             | Édifice législatif historique, excellent exemple du style palladien |             |
| Quai 21                                                   | 1996        | Halifax 44° 38′ 16″ N, 63° 33′ 57″ O             | Un édifice très spécialisé illustrant les processus d'immigration au Canada au début du XXe siècle |             |
| Redoute York                                              | 1965        | Halifax 44° 35′ 48″ N, 63° 33′ 09″ O             | Principale défense côtière du port d'Halifax, de la Révolution américaine jusqu'à la Seconde Guerre mondiale |             |
| Résidence de sir Frederick Borden                         | 1990        | Comté de Kings 45° 09′ 29″ N, 64° 25′ 33″ O      | Édifice de style Shingle construit en 1902, résidence d'un éminent homme politique canadien |             |
| S.S. Acadia                                               | 1976        | Halifax 44° 38′ 53″ N, 63° 34′ 12″ O             | Inauguré en 1913, rôle prépondérant dans l'établissement de la carte de la baie d'Hudson |             |
| Sainte-Anne / Port Dauphin                                | 1929        | Comté de Victoria 46° 16′ 53″ N, 60° 32′ 38″ O   | Une des premières missions jésuites; base navale fortifiée (1713) et chef-lien de l'île Royale |             |
| Salle d'exercices de Halifax                              | 1989        | Halifax 44° 39′ 06″ N, 63° 35′ 13″ O             | Vaste manège militaire urbain de style néo-roman construit pour la milice active (1895-1899) |             |
| Site paléo autochtone Debert                              | 1972        | Comté de Colchester 45° 24′ 59″ N, 63° 25′ 24″ O | Un excellent exemple des lieux d'habitation paléo-indiens; vestiges archéologiques de la chasse au caribou pratiquée par les Autochtones                                                                          |             |
| St. Peters                                                | 1929        | Comté de Richmond 45° 39′ 18″ N, 60° 52′ 10″ O   | Poste de traite et fort français, 1650-1758 |             |
| Station de radiotélégraphie Marconi                       | 1983        | Cap-Breton 46° 09′ 17″ N, 59° 56′ 44″ O          | Première station publique assurant un service intercontinental régulier de radiotélégraphie |             |
| Terrains houillers de la Nouvelle-Écosse (Sydney)         | 1997        | Cap-Breton 46° 14′ 32″ N, 60° 03′ 41″ O          | Groupes de ressources demeurées sur place et associées à l'industrie houillère |             |
| Terrains houillers de la Nouvelle-Écosse (Stellarton)     | 1997        | Stellarton 45° 34′ 05″ N, 62° 39′ 27″ O          | Groupes de ressources demeurées sur place et associées à l'industrie houillère |             |
| Thinkers' Lodge                                           | 2008        | Comté de Cumberland 45° 51′ 13″ N, 63° 39′ 57″ O | Cette propriété a accueilli la toute première conférence Pugwash sur la science et les problèmes internationaux (Pugwash Conference on Science and World Affairs)                                                 |             |
| Tour Commémorative                                        | 2008        | Halifax 44° 37′ 48″ N, 63° 35′ 50″ O             | Exemple rare de bâtiment dans la conception duquel on trouve un parfait reflet de l'intention commémorative, exprimée dans le caractère transitionnel de l'architecture                                           |             |
| Tour Prince-de-Galles                                     | 1943        | Halifax 44° 37′ 15″ N, 63° 34′ 05″ O             | Fortification en pierre de la fin du XVIIIe siècle (1796-1799) |             |
| Vieux temple de Barrington                                | 1966        | Barrington 43° 34′ 00″ N, 65° 34′ 47″ O          | Temple de 1765; il subsiste peu de spécimens du genre |             |